# Survivor Series 2024: WarGames
Survivor Series 2024: WarGames  was de 38ste professioneel worstel-pay-per-view (PPV) en WWE Network evenement van Survivor Series dat georganiseerd werd door WWE voor hun Raw en SmackDown brands. Het evenement vond plaats op 30 november 2024 in het Rogers Arena in Vancouver, Canada.

## Productie

### Verhaallijnen
Het evenement zal wedstrijden bevatten die voortkomen uit gescripte verhaallijnen. De uitslagen worden van tevoren bepaald door de schrijvers van WWE voor de Raw- en SmackDown-merken, terwijl de verhaallijnen worden ontwikkeld op WWE's wekelijkse tv-shows, Monday Night Raw en Friday Night SmackDown.

## Uitslagen
| # | Wedstrijd | Winnaar(s)                                                         | Opmerkingen                                                     | Bronvermelding |
| - | --- | ------------------------------------------------------------------ | --------------------------------------------------------------- | -------------- |
| 1 | Rhea Ripley, Bianca Belair, Naomi, Iyo Sky, en Bayley vs The Judgment Day (Liv Morgan and Raquel Rodriguez), Nia Jax, Tiffany Stratton, en Candice LeRae | Rhea Ripley, Bianca Belair, Naomi, Iyo Sky, en Bayley              | War Games wedstrijd                                             | [ 1 ]          |
| 2 | Shinsuke Nakamura vs LA Knight (c) | Shinsuke Nakamura (nc)                                             | Een tegen een wedstrijd om het WWE United States Championship.  | [ 1 ]          |
| 3 | Bron Breakker (c) vs Sheamus en Ludwig Kaiser | Bron Breakker                                                      | Triple threat match voor het WWE Intercontinental Championship  | [ 1 ]          |
| 4 | Gunther (c) vs Damian Priest | Gunther (c)                                                        | Een tegen een wedstrijd voor het World Heavyweight Championship | [ 1 ]          |
| 5 | Roman Reigns, The Usos (Jey Uso & Jimmy Uso), Sami Zayn, & CM Punk vs The Bloodline (Solo Sikoa, Jacob Fatu, Tama Tonga, en Tonga Loa) & Bronson Reed    | Roman Reigns, The Usos (Jey Uso & Jimmy Uso), Sami Zayn, & CM Punk | War Games wedstrijd                                             | [ 1 ]          |

- (c) = Huidige kampioen
- (nc)= Nieuwe kampioen